# Communauté de communes de la Basse Vallée du Lot
La Communauté de communes de la Basse Vallée du Lot est une ancienne communauté de communes située en France dans le département de Lot-et-Garonne et la région Aquitaine.

## Quelques chiffres
- Crée en
- La communauté de communes rassemblait 7 communes
- À sa dissolution en 2011, les communes de Clairac et Lafitte-sur-Lot adhérent à Val de Garonne Agglomération, les 5 autres à la communauté de communes du Confluent.

## Elle était composée des communes suivantes
| - Clairac - Lafitte-sur-Lot - Bourran - Galapian | - Lagarrigue - Frégimont - Saint-Salvy |  |